# 佐治亚南方大学
佐治亚南方大学（英語：Georgia Southern University）是一所坐落于美国佐治亚州斯泰茨伯勒市的公立学校，
始建于1906年，
校园面积900英亩（3.6平方千米）。
该校为佐治亚大学系统中之一员，
亦是佐治亚州南部最大之高等教育中心。
佐治亚南方大学被卡耐基高等教育机构分类评为博士研究型大学，
亦被佐治亚大学系统评为综合性大学。
该校提供学士，
硕士及博士学位共153个专业。
佐治亚南方大学之校际体育队为“佐治亚南方之雕（Georgia Southern Eagles）”，于全美大学体育协会（NCAA）第一级别阳光地带联盟中竞技。

## 历史

### 校名变迁
佐治亚南方大学最初名为第一区农业机械学校，
首学年始于1906年，
彼时有四名教工和15名学生。
该校建校之目的为教授乡村儿童现代农业生产技术和家务劳动技巧。
二十年后，
学校重点已转为满足佐治亚州日益增长之教师需求。
于1924年，
学校更名为佐治亚师范学校，
办校宗旨亦改为培训教育者。
学校于1929年获得正式大学资格，
并更名为南佐治亚教师学院。
接下来数十年该校更有几番校名及使命变更。
校名于1939年改为佐治亚教师学院，
又于1959年又改为佐治亚南方学院。
随着校园和院系学术的不断扩展，
学校于1990年更为现名佐治亚南方大学。
于2005年，
佐治亚南方大学被卡耐基教学促进基金会评为博士/研究型大学。

### 历任校长
1908 - 1909：J·沃尔特·亨德里克斯
1909 - 1914：E·C·J·狄更斯
1915 - 1920：F·M·罗恩
1920 - 1926：欧内斯特·V·霍利斯
1926 - 1934：盖伊·H·威尔斯
1934 - 1941：马文·S·皮特曼
1941 - 1943：阿尔伯特·M·盖茨
1943 - 1947：马文·S·皮特曼
1947 - 1948：贾德森·C·沃德
1948 - 1968：扎克·S·亨德森
1968 - 1971：约翰·O·爱迪生
1971 - 1977：波普·A·邓肯
1977 - 1978：尼古拉斯·W·奎克（代理）
1978 - 1986：戴尔·W·利克
1986 - 1987：哈利·S·卡特（代理）
1987 - 1998：尼古拉斯·L·亨利
1998 - 1999：哈利·S·卡特（代理）
1999 - 2009：布鲁斯·F·格鲁伯
2010 - 2015：布鲁克斯·A·基尔
2015 - 2016：琼·E·巴特尔斯（代理）
2016 - ：杰米·L·厄贝尔

## 学术院系
目前佐治亚南方大学有八个学院，分别为企业管理学院、教育学院、健康与人类科学学院、艾伦·E·保尔森工程与信息技术学院、人文科学与社会学学院、科学与数学学院、徐建萍公共卫生学院和杰克·N·埃弗里特研究生学院。

### 企业管理学院
企业管理学院下辖会计学院、金融与经济系、信息系统系、物流与供应链管理系、管理系和市场营销系。企业管理学院于1965年始授予工商管理学士学位，于1969年始授予工商管理硕士学位，于2001年设立网络工商管理硕士课程，于1988年始授予会计硕士学位，于2007年始授予应用经济硕士学位。

## 校园
佐治亚南方大学坐落于佐治亚州斯泰茨伯勒，从梅肯和萨凡那沿16号州级公路可以到达。斯泰茨伯勒距萨凡那大约1小时车程，距梅肯大约2小时，距亚特兰大大约3小时。

### 野生生物教育中心和小拉马尔·Q·鲍尔猛禽中心
野生生物教育中心和小拉马尔·Q·鲍尔猛禽中心是佐治亚南方大学占地18英亩（73,000平方米）的教育和研究机构。除了本科生和研究生的研究外，中心每年接待165,500多名普通参观者以及校外项目人员。中心内生活着佐治亚南方大学的名为“自由”的自由飞翔的美国白头海雕吉祥物，以及85种其他鸟类，67种爬行动物，70种两栖动物，和8种哺乳动物。多样的栖息地生活着多种猛禽，包括鹰、鸮、隼、红隼和秃鹫。中心还有一个圆形剧场和一个室内教室。中心内有爬行动物和两栖动物展览，如短吻鳄、锦龟、箱龟、沙龟、响尾蛇、玉米蛇、王蛇、红尾蚺和蟒。工作人员进行猛禽飞降展示。中心于2009年新扩增12英亩（49,000平方米）湿地保护区。该保护区有各种水禽及其原生栖息地。该中心为此类机构中唯一一个坐落于主要大学校园中心者。

### 娱乐活动中心 （RAC）
娱乐活动中心为一占地220,000平方英尺（20,000平方米）之综合设施，含举重区、有氧运动区和篮球场，另有一室内跑道，两个舞蹈室，一个瑜伽及普拉提室，五个美式壁球场和一45英尺（14米）室内攀岩墙。
中心于2006年扩建，新增篮球场及多功能场地，重量和健身房，一奥林匹克规模游泳池，一康复池，和更多校园娱乐和校内活动部员工之空间。扩建也包括一个壳形演奏区，常接待全国巡演之艺术家。

### 植物园
佐治亚南方大学植物园以一个二十世纪早期农庄为中心，供访客观赏东南海滨平原文化及自然遗产（该区域富含濒危植物）。该园面积近11英亩（45,000平方米），含林间小路、布兰德小屋访客中心及礼品店、遗产园、玫瑰藤架、儿童蔬菜园、山茶园、本地植物观景园、本地杜鹃花收藏和沼泽园。植物园之使命为推广东南滨海平原本地动植物之知识和赏析，构建人与该区域自然及文化遗产之联系，并促进环保责任意识行为。

### 学生住宿
佐治亚南方大学目前有八个宿舍楼，为百年中心、沃森堂、雕村、大学山庄、自由楼台、南方庭院、南方松树和肯尼迪堂，大多为套房和公寓式。百年中心有四幢住宅楼，于2009年秋季建成，含1,001个床位及零售空间。雕村仅面向一年级生开放，每年可住约775为新生。所有佐治亚南方大学一年级生，除了个别例外，均被要求住在校园内。
佐治亚南方大学在2012年5月购买了校园俱乐部，并于2012年秋季开始成为校园宿舍之一，即自由土地宿舍。自由土地距体育场很近，拥有978个床位，主要为高年级生住宿。

## 外部連接
维基共享资源上的相關多媒體資源：佐治亚南方大学
- 官方网站
- The Fabulous Fifty of 1906/The Delegates（页面存档备份，存于） historical marker

Template:Georgia Southern University